# Llengües saparo-yawan
Les llengües saparo–yawan (Zaparo–Yaguan, Zaparo–Peba) és una proposta de família lingüística que uneix dues petites famílies lingüístiques de l'oest de la conca de l'Amazones. Va ser proposat per primera vegada per Swadesh (1954) i continua per Payne (1984) i Kaufman (1994).

## Lligams
També hi ha quatre llengües aïllades i en cas contrari llengua no classificada que han estat indirectament lligats al saparo–yawan, i per comoditat s'inclouen aquí. Tovar (1984) va proposar una connexió entre les zaparoanes i el taushiro, que era classificada; Stark (1985) i Gordon (2005) veuen una connexió amb l'extingit omurano. L'extingit awishiri i l'aïllat Candoshi tenen semblances lèxiques amb taushiro, omurano i entre si; no obstant això, les quatre llengües també tenen similituds lèxiques amb el zaparo, jívaro i arawak. Aquests sis idiomes i famílies de la taula de la dreta "no" s'han relacionat de manera coherent. Atès que el candoshi està ben descrit, això es pot resoldre relativament aviat.

### Classificació proposada
Això forma part de la proposta macroandina de Kaufman:
- Sáparo–Yawan (Kaufman 2007)
  - Sáparo (Zaparoan)
  - Yawan
    - Peva–Yawan (Peba–Yaguan)
    - Sabela (Huaorani)
    - Taushiro, gairebé extingida[2][3]
    - Omurano